# اچ‌ام‌اس کوائیل (جی۴۵)
اچ‌ام‌اس کوائیل (جی۴۵) (به انگلیسی: HMS Quail (G45)) یک کشتی بود که طول آن ۳۵۸ فوت ۳ اینچ (۱۰۹٫۱۹ متر) بود. این کشتی در سال ۱۹۴۲ ساخته شد.